# Maurício Assolini
Maurício Assoline (Novo Horizonte, 8 de julho de 1970), conhecido apenas por Maurício, é um ex-futebolista brasileiro que atuava como goleiro.

## Carreira
Iniciou sua carreira profissional no Novorizontino, em 1990 e no mesmo ano seria emprestado à Portuguesa. Também em 1990, chegou a ser convocado por Falcão para a Seleção Brasileira.
Foi contratado no início de 1993 pelo Santos.
Jogaria também pelo Novorizontino, Santos, Ponte Preta e Paysandu, voltando ao Novorizontino em 1994, onde joga por uma temporada.
Em 1996, é contratado pelo Corinthians. Quando chegou ao Timão, era o terceiro goleiro da equipe, passando a segunda opção com a saída de Ronaldo e a aposentadoria de Wilson. Estreou em 27 de março de 1996, na derrota para o Mogi Mirim por 1 a 0, em partida válida pelo Campeonato Paulista de 1996. Estava prestes a ser o novo titular do gol do Corinthians em 1998, quando sofreu uma lesão na coxa esquerda, dando chance ao seu novo reserva imediato, Nei.
Neste ano, com a saída de Dida para o Milan, assumiu a titularidade, perdida outra vez em 2001, com a volta do antigo titular ao Corinthians. Ao lado do meia Ricardinho, coube a ele carregar o polêmico ponto eletrônico nas semifinais do Campeonato Paulista de 2001 contra o Santos. Perdeu a credibilidade quando falhou nos dois gols do gremista Luís Mário, no primeiro jogo das finais da Copa do Brasil de 2001. 
Em 6 temporadas pela equipe, Maurício conquistou 2 Campeonatos Brasileiros, 3 Campeonatos Paulistas e o Mundial de Clubes de 2000.  Sem espaço após a chegada de Doni, assinou com o América Mineiro. Ao todo, atuou em 137 partidas até 2001.
Não conseguiu evitar o rebaixamento do Coelho à Série B de 2002.
Em 2003, atuou pelo Juventude.
Depois de atuar por Fluminense, Botafogo-SP e Portuguesa Santista, Maurício foi contratado pelo Noroeste, reencontrando seus ex-companheiros Gilmar Fubá e Luciano Bebê.
Encerrou sua carreira em 2007, aos 37 anos de idade, quando jogava pelo São Bento.
Em 2008, trabalhou no Poços de Caldas, na função de auxiliar técnico de João Carlos.

## Títulos
Corinthians
- Campeonato Paulista: 1997, 1999 e 2001

- Campeonato Brasileiro: 1998 e 1999